# Ivan Strinić
Ivan Strinić (* 17. Juli 1987 in Split, SFR Jugoslawien) ist ein ehemaliger kroatischer Fußballspieler. Der Abwehrspieler stand zuletzt beim AC Mailand unter Vertrag und spielte für die kroatische Nationalmannschaft.

## Karriere

### Verein
Strinić begann seine Karriere bei Hajduk Split und später in Frankreich bei Le Mans FC, ehe er zum NK Hrvatski dragovoljac wechselte, bei dem er 2007 in die erste Mannschaft geholt wurde. Man wurde in der zweithöchsten kroatischen Spielklasse Vizemeister, zwei Punkte hinter Croatia Sesvete. In der darauffolgenden Saison wurde er vom Erstligisten Hajduk Split verpflichtet. Hajduk wurde Vizemeister und erreichte das Pokalfinale. Der Abwehrspieler spielte Spiel der 1. Runde der UEFA Europa League gegen FC Birkirkara am 17. Juli 2008 aus Malta das erste Mal auf europäischer Klubebene. 2009/10 wurde abermals der zweite Platz erreicht, weiters konnte man den kroatischen Pokal gewinnen.
Im Januar 2011 wechselte Strinić für eine Ablöse von vier Millionen Euro von Hajduk Split zum ukrainischen Klub Dnipro Dnipropetrowsk und unterschrieb für vier Jahre. Anschließend wechselte Strinić im Januar 2015 ablösefrei zum italienischen Verein SSC Neapel in die Serie A. Er unterschrieb einen Fünfjahresvertrag bis zum 30. Juni 2019. Im August 2017 wechselte Strinić zu Neapels Ligakonkurrenten Sampdoria Genua.
Zur Saison 2018/19 wechselte Strinić zum AC Mailand und unterschrieb einen Vertrag mit einer Laufzeit bis zum 30. Juni 2021. Doch die komplette erste Spielzeit war er verletzt und so wurde sein Vertrag im August 2019 schon wieder aufgelöst. Anschließend war Strinić noch anderthalb Jahre vereinslos, ehe er in der Winterpause 2020/21 sein Karriereende verkündete.

### Nationalmannschaft
Strinić absolvierte zwischen 2002 und 2008 insgesamt 32 Länderspiele im Nachwuchsbereich für Kroatien. Sein Debüt in der kroatischen A-Nationalmannschaft gab er am 19. Mai 2010 bei einem 1:0-Sieg im Freundschaftsspiel gegen Österreich. Bei der Fußball-Europameisterschaft 2012 bestritt Strinić alle Spiele über die volle Distanz.
Bei der Europameisterschaft 2016 in Frankreich wurde er in das kroatische Aufgebot aufgenommen und stand gegen die Türkei und gegen Tschechien in der Stammmannschaft. Gegen Titelverteidiger Spanien bekam er, wie mehrere Stammspieler, eine Pause und im Achtelfinale gegen Portugal spielte er dann wieder die volle Spielzeit inklusive Verlängerung. In der 117. Minute schoss Portugal dort das 1:0 und Kroatien schied aus.
Das letzte seiner 49 Länderspiele bestritt Strinić bei der 2:4-Niederlage im Finale der Weltmeisterschaft 2018 gegen Frankreich. Insgesamt kam er im Turnier zu sechs Einsätzen für Kroatien.

## Erfolge
Verein
- Kroatischer Pokalsieger: 2010

Nationalmannschaft
- Vizeweltmeister: 2018